# Đội tuyển bóng đá quốc gia Eritrea
Đội tuyển bóng đá quốc gia Eritrea (tiếng Tigrinya: ጋንታ ኩዕሶ እግሪ አርትራ) là đội tuyển cấp quốc gia của Eritrea do Liên đoàn bóng đá quốc gia Eritrea quản lý. Đội chưa từng tham dự giải vô địch bóng đá thế giới cũng như cúp bóng đá châu Phi.

## Thành tích tại giải vô địch thế giới
- 1930 đến 1998 - Không tham dự
- 2002 đến 2006 - Không vượt qua vòng loại
- 2010 - Không tham dự
- 2014 đến 2022 - Không vượt qua vòng loại
- 2026 - Bỏ cuộc

## Cúp bóng đá châu Phi
- 1957 đến 1998 - Không tham dự
- 2000 đến 2008 - Không vượt qua vòng loại
- 2010 - Bỏ cuộc
- 2012 đến 2013 - Không tham dự
- 2015 - Bỏ cuộc
- 2017 đến 2021 - Không tham dự
- 2023 - Bỏ cuộc

## Đội hình
Đây là đội hình sau khi hoàn thành vòng loại World Cup 2022.
| Số | VT | Cầu thủ             | Ngày sinh (tuổi)  | Trận | Bàn | Câu lạc bộ          |
| -- | -- | ------------------- | ----------------- | ---- | --- | ------------------- |
| 1  | TM | Kibrom Solomun      | 10 tháng 9, 2000  | 8    | 0   | Denden              |
| 13 | TM | Abdulahi Abdurahman | 1 tháng 1, 1986   | 3    | 0   | Red Sea             |
|    |    |                     |                   |      |     |                     |
| 2  | HV | Eyob Girmay         | 12 tháng 11, 1996 | 8    | 0   | Denden              |
| 3  | HV | Filmon Tumzghi      | 24 tháng 3, 1993  | 8    | 0   | Denden              |
| 4  | HV | Robel Tekle Michael | 24 tháng 7, 2000  | 8    | 0   | Red Sea             |
| 5  | HV | Herman Fessehaye    | 10 tháng 11, 2000 | 2    | 0   | Red Sea             |
| 17 | HV | Ablelom Teklezgi    | 1 tháng 9, 1996   | 8    | 0   | Red Sea             |
|    |    |                     |                   |      |     |                     |
| 6  | TV | Abel Okray          | 20 tháng 11, 1996 | 2    | 0   | Denden              |
| 7  | TV | Yons Solomon        | 21 tháng 6, 1994  | 7    | 0   | Al Khartoum         |
| 8  | TV | Samiyuma Alexander  | 16 tháng 5, 1991  | 3    | 0   |                     |
| 11 | TV | Senai Hagos         | 2 tháng 12, 1992  | 0    | 0   | Åsane               |
| 14 | TV | Christoffer Forsell | 19 tháng 2, 1994  | 0    | 0   | Free agent          |
| 23 | TV | Sammy Simon         | 17 tháng 5, 1998  | 1    | 0   | Free agent          |
| 16 | TV | Mohammed Saeid      | 24 tháng 12, 1990 | 1    | 0   | IK Sirius           |
| 18 | TV | Robel Asfaha        | 31 tháng 1, 1987  | 0    | 0   | Sundbybergs IK      |
| 19 | TV | Alexander Andue     | 5 tháng 6, 1998   | 0    | 0   | IFK Stocksund       |
|    |    |                     |                   |      |     |                     |
| 9  | TĐ | Henok Goitom (C)    | 22 tháng 9, 1984  | 4    | 1   | AIK                 |
| 10 | TĐ | Ali Sulieman        | 1 tháng 1, 2000   | 8    | 3   | Red Sea             |
| 12 | TĐ | Ezana Kahsay        | 16 tháng 11, 1994 | 0    | 0   | Virginia Beach City |
| 15 | TĐ | Ermias Tekie Simon  | 29 tháng 9, 1986  | 0    | 0   | Hallonbergens IF    |

### Recent call ups
| Vt | Cầu thủ | Ngày sinh (tuổi) | Số trận | Bt | Câu lạc bộ | Lần cuối triệu tập |
| -- | ------- | ---------------- | ------- | -- | ---------- | ------------------ |
|    |         |                  |         |    |            |                    |